# Aleiodes dubiosus
Aleiodes dubiosus är en stekelart som först beskrevs av David Timmins Fullaway 1919. 
Aleiodes dubiosus ingår i släktet Aleiodes och familjen bracksteklar. Inga underarter finns listade i Catalogue of Life.